# Бучек, Мариан (политик)
Мариан Бучек (пол. Marian Buczek; 26 сентября 1896, Нужина (теперь Люблинское воеводство Польша) — 9 сентября 1939, Ожарув) — польский политик, деятель Социалистической и Коммунистической партии Польши (КПП).

## Биография
Рабочий-слесарь. Участник Первой Мировой войны. В 1915–1917 годах в чине подпоручика служил в Польских легионах. После отказа присягнуть кайзеру Вильгельму II  был уволен из армии. Стал членом Польской военной организации, позже – Польской социалистической партии.
В 1921 году вступил в Компартию Польши. За революционную деятельность подвергся 16-летнему заключению в тюрьмах буржуазно-помещичьей Польши. 1 сентября 1939 вырвался на свободу и направился в Варшаву, чтобы принять участие в обороне столицы.
Героически погиб в неравном бою с гитлеровцами близ Ожарува под Варшавой.